# Mikrostomie
Die Mikrostomie (von  μικρός mikro ‚klein‘ und  ‚Mund‘, auch ‚Mündung‘, ‚Öffnung’) ist ein  angeboren oder erworben zu kleiner Mund bzw. eine zu kleine Mundöffnung.
Liegt lediglich eine Hypoplasie des Unterkiefers vor, spricht man von einer Mikrognathie.

## Verbreitung und Ursachen
Die Häufigkeit ist nicht bekannt. In bis zu 10 % nach Verbrennungen und Stromunfällen im Mundbereich während des Wachstumsalters und in über 30 % bei der Sklerodermie findet sich eine erworbene Mikrostomie.
Eine postoperative Wachstumsstörung nach Tumorentfernung im Mundbereich, ein CREST-Syndrom oder Formen der Epidermolysis bullosa zählen zu den Ursachen einer erworbenen Mikrostomie.

## Im Rahmen von Syndromen
Eine Mikrostomie findet sich bei einigen Syndromen als ein Merkmal:
- Aurikulo-kondyläres Syndrom
- Burton-Syndrom, Synonym: Kniest-like Dysplasia with pursed Lips and Ectopia lentis[4]
- Desbuquois-Syndrom
- Edwards-Syndrom
- Femoral-faziales Syndrom
- Fine-Lubinsky-Syndrom, Synonym Brachyzephalie – Schwerhörigkeit – Katarakt – geistige Retardierung[5][6]
- Freeman-Sheldon-Syndrom und seine Variante Sheldon-Hall-Syndrom
- Hallermann-Streiff-Syndrom
- Michelinreifen-Baby-Syndrom, Synonyme: Michelin-Reifen-Baby-Syndrom; Hautfalten, multiple ringförmige, der Extremitäten; CCSF; Kunze-Riehm-Syndrom; Michelin-tire-baby-Syndrom; MTBS, AD, Mutationen im MAPRE2-Gen an 18q12.1-q12.2[7]
- Multiples Pterygium-Syndrom
- Oro-palatale Dysplasie Bettex-Graf
- Oto-palato-digitales Syndrom Typ 2
- Richieri-Costa-Pereira-Syndrom, Synonyme: RCPS; Robin sequence with cleft mandible and limb anomalies, AR, Mutationen im DDX48-Gen an 17q25.3[8][9]
- Simosa-Syndrom, Synonym: Gesicht, flaches – Mikrosomie – Ohranomalien; Blepharophimose – Telekanthus – Mikrostomie;[10]
- Syndromic Microphthalmia 5, AD, Mutationen am OTX-Gen an 14q22.3[11]
- X-linked OHDO-Syndrom, XLR, Mutationen im MED12-Gen an Xq13.1[12]

## Klinische Erscheinungen
Klinisch steht die verminderte Mundöffnung im Vordergrund, hinzu kommen Funktionseinschränkungen mit Artikulationsschwierigkeit beim Sprechen, Probleme beim Zähneputzen und bei eventueller Zahnbehandlung.